# Лютка-невеста
Лютка-невеста, или лютка невеста, или лютка обыкновенная (лат. Lestes sponsa) — вид стрекоз рода Lestes из семейства Лютки (Lestidae). Палеарктика: Европа и Азия. Включён в Международную Красную книгу МСОП.

## Описание
Длина тела — до 39 мм, размах крыльев до 33 мм. Тело зеленовато-бронзовое. Задняя часть голова тёмная. Птеростигма короткая (равна примерно двум расположенным под ней ячейкам крыла). Стрекозы с тонким удлинённым телом, металлически блестящие. В покое держат крылья открытыми. Маска у личинок ложковидная. Летают с июля по сентябрь. Личинки и взрослые стрекозы хищники. Связаны с разнообразными медленно текучими и стоячими водоёмами с богатой водной растительностью и поясом тростников.

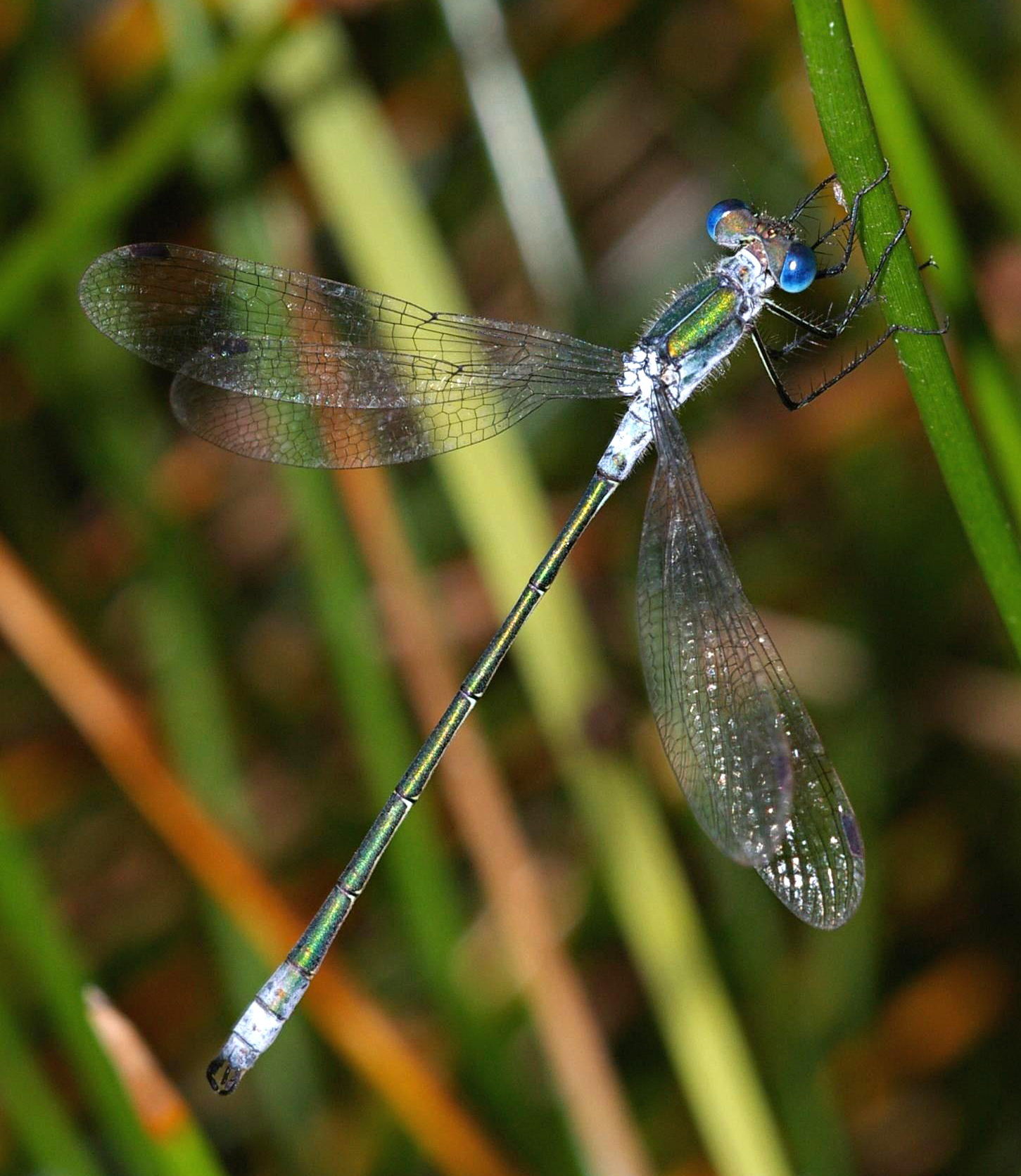
Самец Lestes sponsa
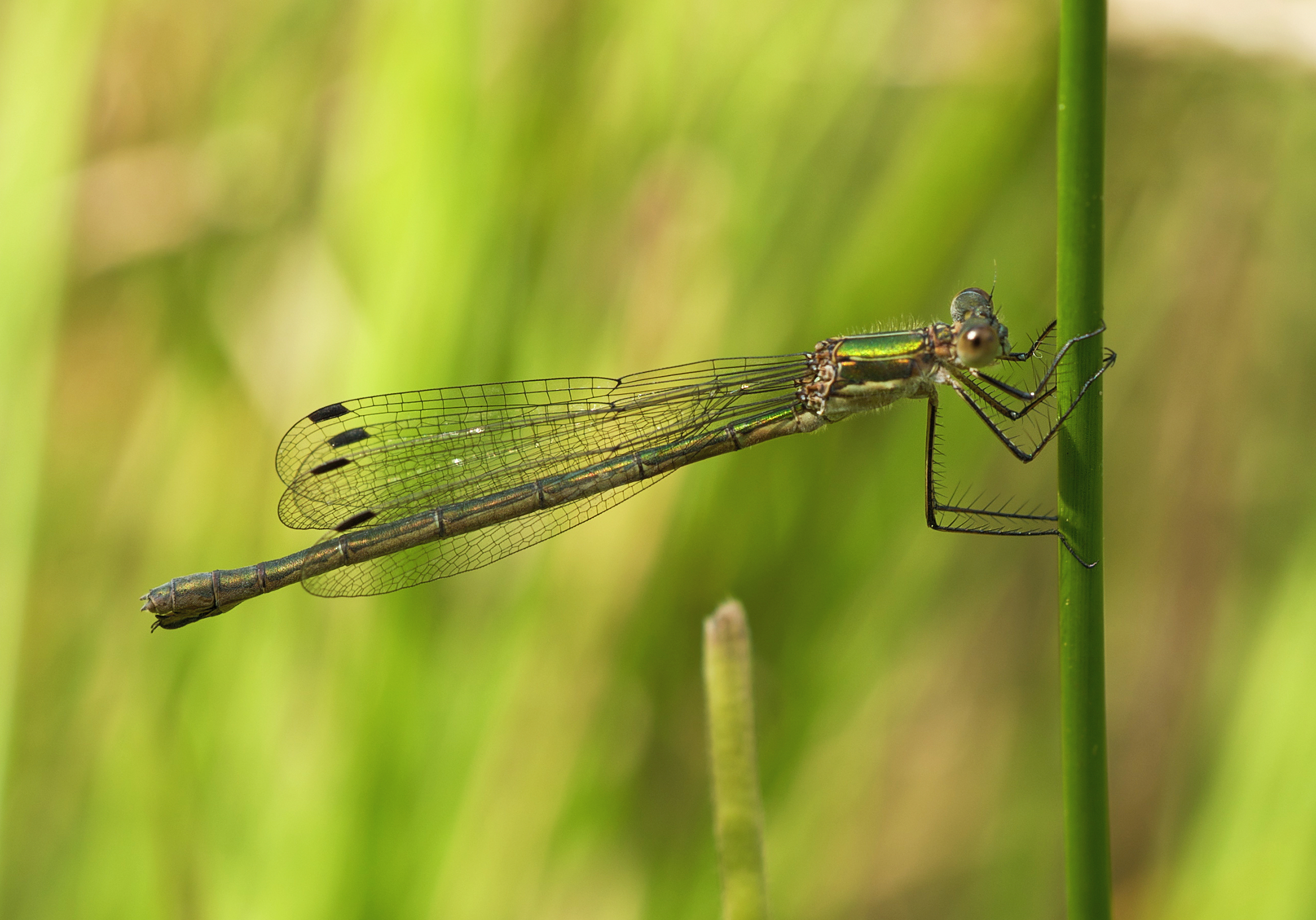
Самка Lestes sponsa
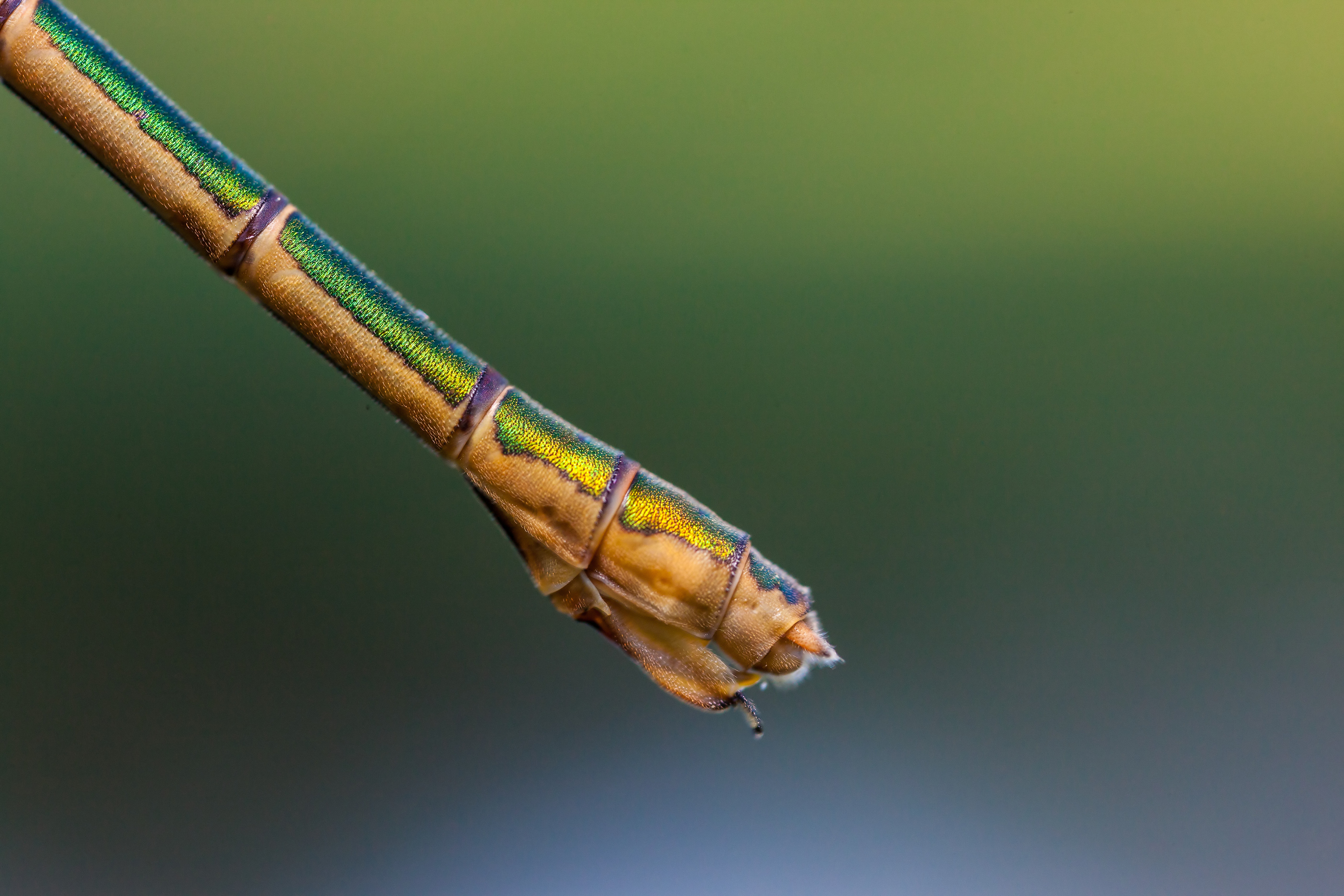
Окраска брюшка
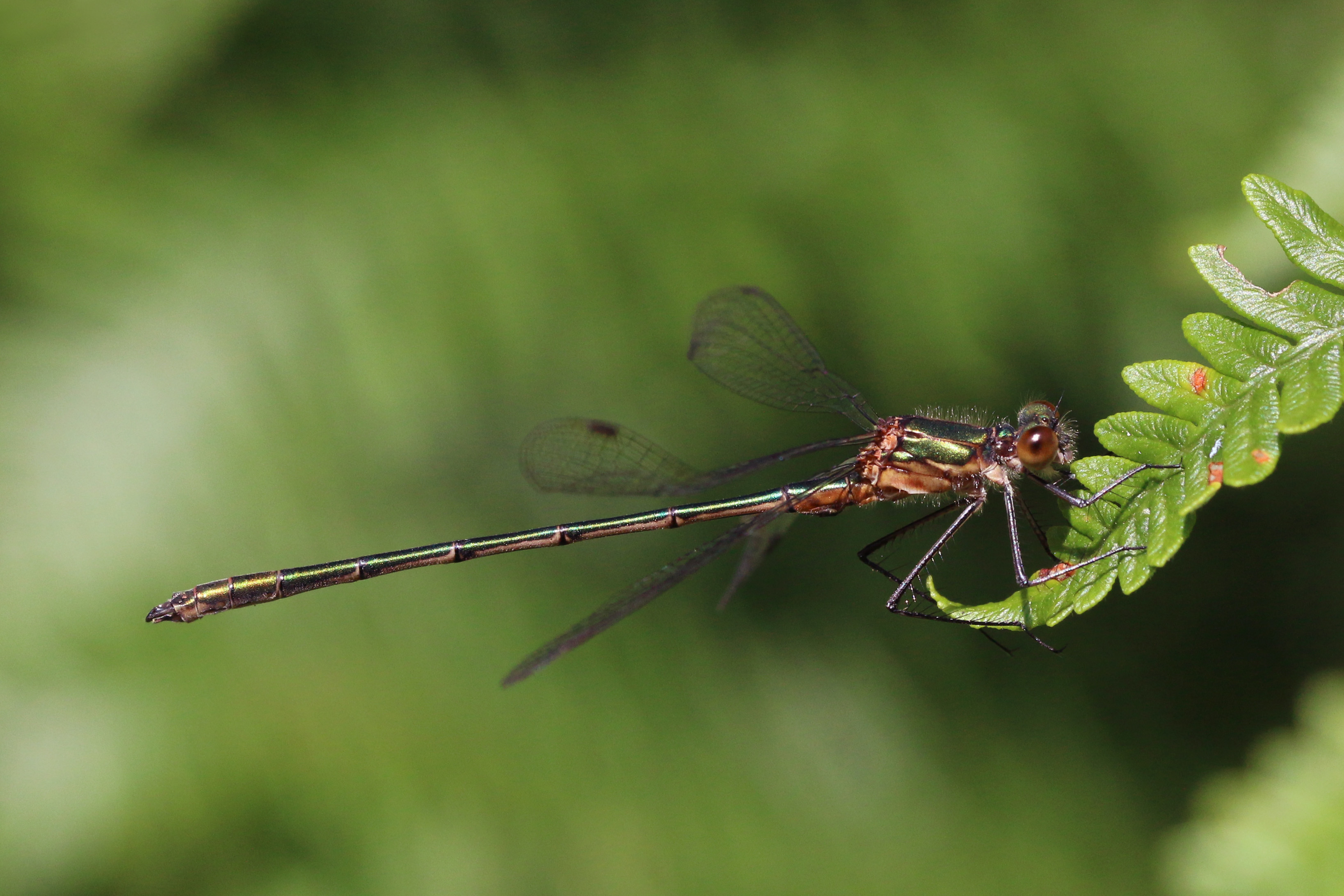
Молодой самец
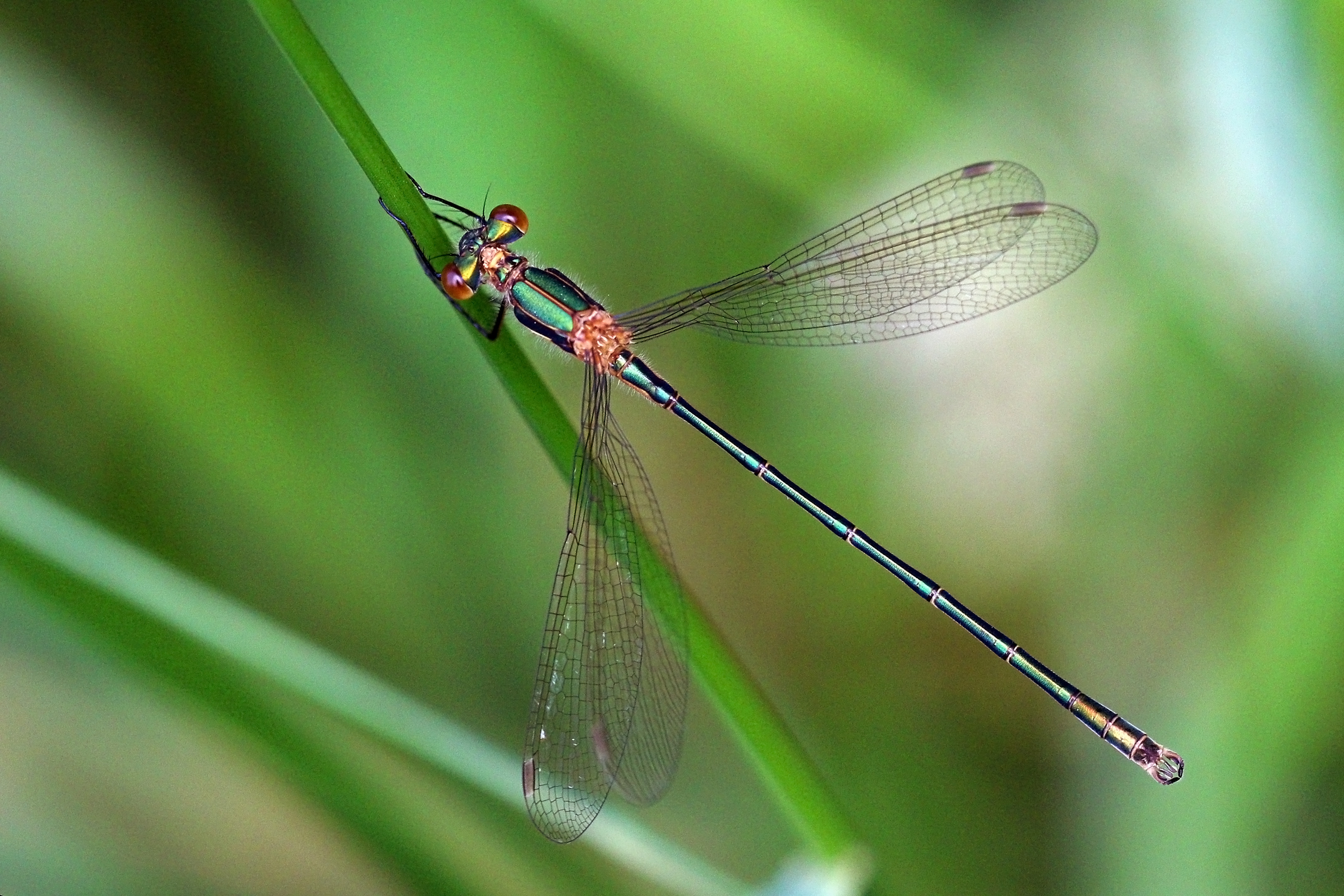
Молодой самец
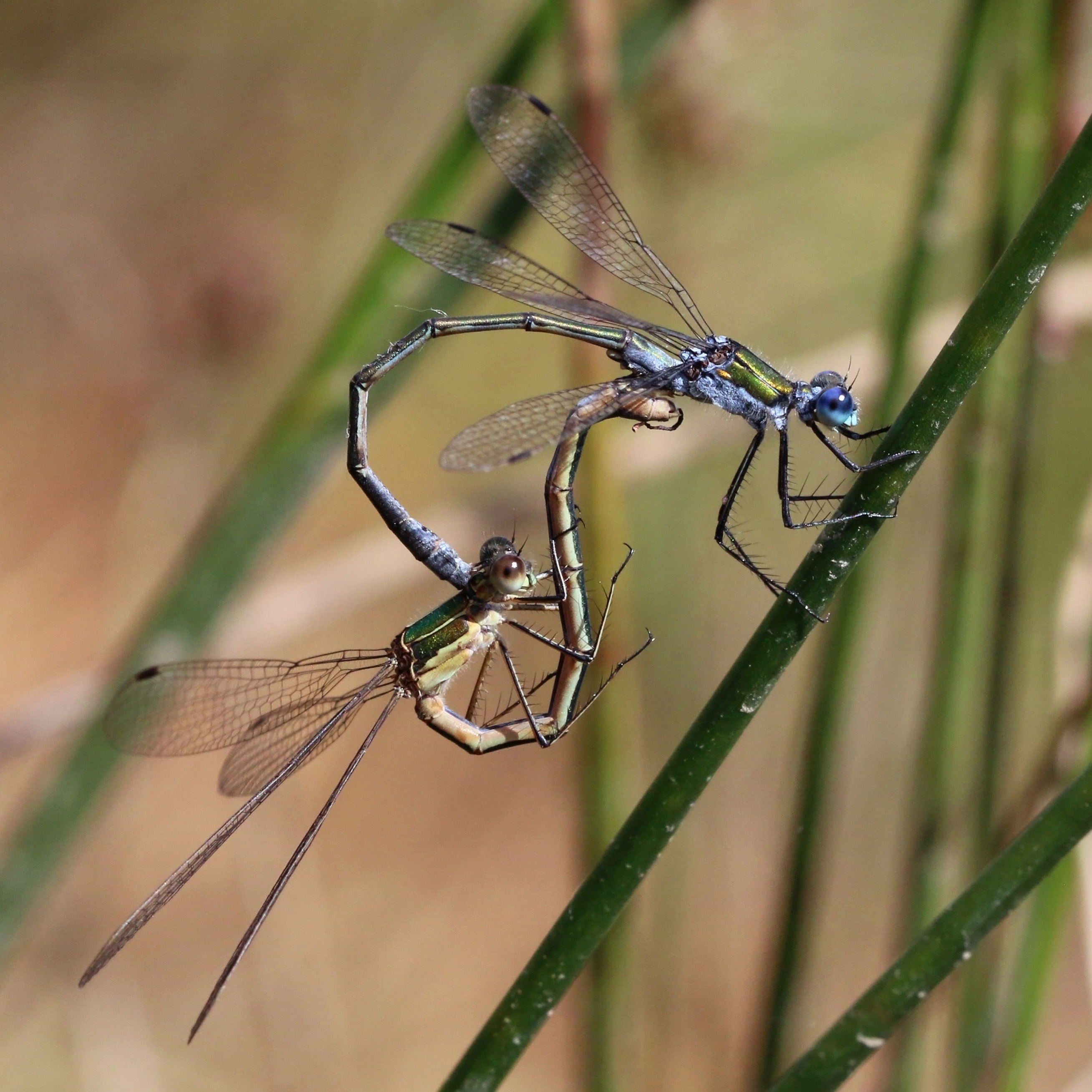
Спаривание